# Pompton Lakes
Pompton Lakes ist eine Stadt im Passaic County, New Jersey, USA. Das U.S. Census Bureau ermittelte bei der Volkszählung 2020 eine Einwohnerzahl von 11.127. Das U.S. Census Bureau ermittelte bei der Volkszählung 2020 eine Einwohnerzahl von 11.127.

## Geographie
Nach den Angaben des United States Census Bureaus hat die Stadt eine Gesamtfläche von 8,2 km2, wovon 7,7 km2 Land und 0,5 km2 (6,01 %) Wasser ist.

## Demographie
Nach der Volkszählung von 2000 gibt es 10.640 Menschen, 3.949 Haushalte und 2.803 Familien in der Stadt. Die Bevölkerungsdichte beträgt 1.383,2 Einwohner pro km2. 93,01 % der Bevölkerung sind Weiße, 1,21 % Afroamerikaner, 0,19 % amerikanische Ureinwohner, 3,03 % Asiaten, 0,01 % pazifische Insulaner, 1,57 % anderer Herkunft und 0,99 % Mischlinge. 5,74 % sind Latinos unterschiedlicher Abstammung.
Von den 3.949 Haushalten haben 33,7 % Kinder unter 18 Jahre. 57,8 % davon sind verheiratete, zusammenlebende Paare, 10,1 % sind alleinerziehende Mütter, 29,0 % sind keine Familien, 23,8 % bestehen aus Singlehaushalten und in 10,8 % Menschen sind älter als 65. Die Durchschnittshaushaltsgröße beträgt 2,69, die Durchschnittsfamiliengröße 3,24.
24,2 % der Bevölkerung sind unter 18 Jahre alt, 6,7 % zwischen 18 und 24, 33,0 % zwischen 25 und 44, 22,6 % zwischen 45 und 64, 13,4 % älter als 65. Das Durchschnittsalter beträgt 37 Jahre. Das Verhältnis Frauen zu Männer beträgt 100:92,7, für Menschen älter als 18 Jahre beträgt das Verhältnis 100:89,6.
Das jährliche Durchschnittseinkommen der Haushalte beträgt 65.648 USD, das Durchschnittseinkommen der Familien 74.701 USD. Männer haben ein Durchschnittseinkommen von 46.776 USD, Frauen 38.221 USD. Der Prokopfeinkommen der Stadt beträgt 26.802 USD. 3,2 % der Bevölkerung und 1,6 % der Familien leben unterhalb der Armutsgrenze, davon sind 4,0 % Kinder oder Jugendliche jünger als 18 Jahre und 6,1 % der Menschen sind älter als 65.